# Langkawi
Langkawi je souostroví v Andamanském moři na severozápadě Malajsie. Souostroví zahrnuje více než 100 ostrovů o celkové rozloze 528 km².
Od roku 2008 bývá oficiálně nazýváno jako Langkawi Permata Kedah, což v překladu z malajštiny znamená: Langkawi, klenot Kedahu - název odkazuje ke skutečnosti, že Langkawi administrativně patří do státu Kedah, tj. i pod správu zdejšího sultána.
Největší ostrov má stejné jméno jako souostroví, Pulau Langkawi (pulau = mal. ostrov). Žije zde zhruba 65 tisíc obyvatel a jeho rozloha je 478,5 km². Centrem ostrova je město Kuah. Kromě Pulau Langkawi jsou jen tři další ostrovy obydlené.
Název Langkawi znamená „červenohnědý orel“ (lang, resp. helan = orel, kawi = červenohnědý), a zde žijící orel mořský je i hlavním symbolem ostrova. Od roku 1986 funguje Langkawi jako bezcelní zóna. Spolu s přírodními krásami ostrova to významně přispělo k rozvoji turistického ruchu v oblasti. Na hlavním ostrově Pulau Langkawi je mezinárodní letiště.